# Phylica buxifolia
Phylica buxifolia är en brakvedsväxtart som beskrevs av Carl von Linné. Phylica buxifolia ingår i släktet Phylica och familjen brakvedsväxter. Inga underarter finns listade i Catalogue of Life.